# Cèsar August Torras i Ferreri
Cèsar August Torras i Ferreri (Barcelona, 5 de juliol de 1851 - 22 de juny de 1923) va ser un muntanyenc de renom i es considera el primer promotor de l'excursionisme català.

## Biografia

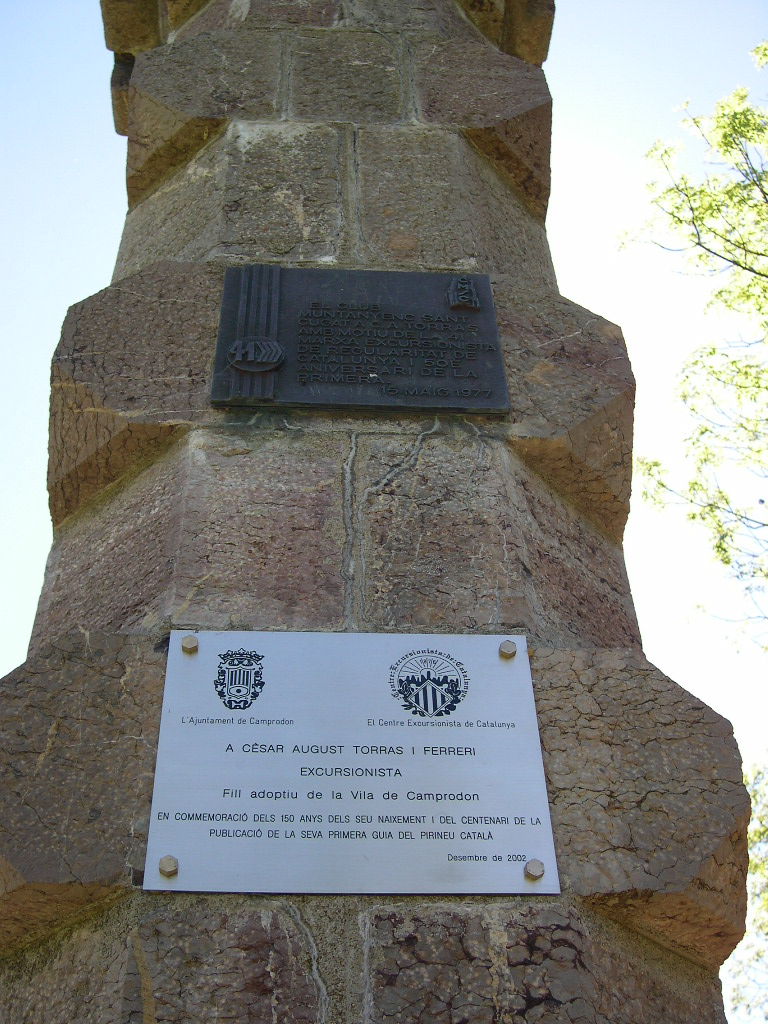
Placa commemorativa en el monument a Cèsar August Torras - Camprodon

Va néixer a Barcelona el 1851, fill de Tomàs Torras i Cullell, de Mataró, i de Rosa Ferreri i Lloras, de Barcelona. La inscripció del seu naixement al Registre Civil indica els noms de Cèsar Lluís Ramon, no figurant el nom d'August. Ja de jove feu sortides amb Jacint Verdaguer i altres personalitats relacionades amb la muntanya. Va presidir l'Associació Catalanista d'Excursions Científiques, el 1885, i el Centre Excursionista de Catalunya en dues etapes, que van del 1902 al 1915 i del 1921 al 1923. Va ser l'impulsor del primer refugi a Catalunya el 1907 –el refugi d'Ulldeter– i també va promoure els Congressos Excursionistes del 1910 al 1913. Va presidir la Lliga Excursionista (1920), primer organisme de l'excursionisme català i embrió de la Federació d'Entitats Excursionistes de Catalunya (FEEC). El 1921 va promoure i va demanar la declaració de parc nacional per al bosc del Gresolet (1921).
Tot i que professionalment fou agent de canvi i borsa, la seva passió per la muntanya el va dur a editar les guies del Pirineu català (1902-1924), que marquen una fita important en la bibliografia excursionista de començaments de segle. Pronuncià nombroses conferències i va escriure diversos opuscles.
Es va casar amb Francesca de Sales Buxeda i Pujol (Sabadell, 1860 - Barcelona, 1934). Van tenir deu fills: Cèsar August (?), Josep Maria (1885), Montserrat (1887), Maria Esperança (1889), Òscar (1890), Mercè (1891), Domènec (1892), Francesc de Sales (1893), Rosa (1895) i Enric (1896).
Va morir a Barcelona el 1923 i com a homenatge el refugi de Prat d'Aguiló duu el seu nom. El Centre Excursionista de Catalunya el nomenà president honorari.

## Obres

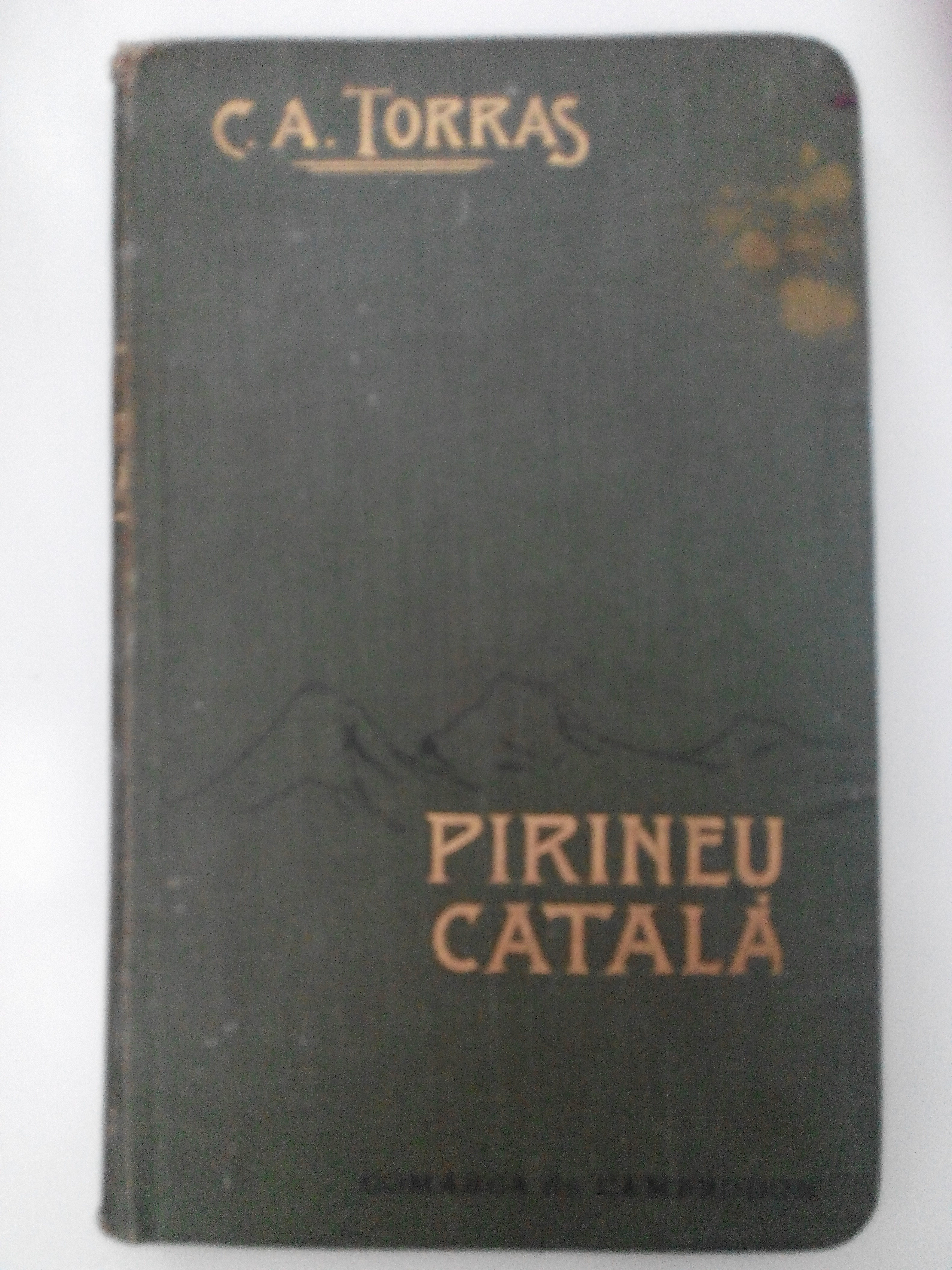
Portada de la primera edició (1902) del primer volum del llibre Pirineu Català, comarca de Camprodon, de Cèsar August Torras

D'entre la seva obra escrita cal destacar les guies excursionistes que amb el títol genèric de "Pirineu Català" publicà entre 1902 i 1924. Les guies incloïen mapes, perfils de muntanyes, fotogravats i els diferents itineraris proposats, minutats per a un bon seguiment. Els títols de la primera edició foren:
- Guia itinerari de l'excursionista a Camprodon; Comarca de Camprodon, vall de Ribes, valls del Llerca, Vallespir, muntanyes del Canigó, Conflent, Cerdanya, Ripollés, Alt Llobregat i vessants superiors de l'esquerra del Fluvia. (1902) (Volum gruixut)

Aquest volum era molt gruixut i també es presentà en quatre volums: 
- Guia itinerari de l'excursionista a Camprodon; Volum I: Comarca de Camprodon. (1902) Amb aquest volum, l'enginyer Jordi Iparraguirre va iniciar la digitalització de l'obra l'abril de 2021.[19]
- Guia itinerari de l'excursionista a Camprodon; Volum II: Valls de Ribes, valls del Llerca. (1902)
- Guia itinerari de l'excursionista a Camprodon; Volum III: Vallespir, muntanyes del Canigó, Conflent. (1902)
- Guia itinerari de l'excursionista a Camprodon; Volum IV: Valls altes del Segre, Ripollès, Alt Llobregat, vessants de l'esquerra del Fluviá. (1902)

- Guia itinerari Volum V: Bergadá, valls altes del Llobregat. (1905)
- Guia itinerari Volum VI: Comarca d'Olot, valls superiors del Fluviá. (1910)
- Guia itinerari Volum VII: Vall de Ribes, altes valls del Freser. (1914)
- Guia itinerari Volum VIII: Comarca del Cardener. (1922)
- Guia itinerari Volum IX: Cerdanya. (1924, edició pòstuma)

## Distincions
Cèsar August Torras esdevé una figura símbol de l'excursionisme català. A més a més de president del Centre Excursionista de Catalunya, aplegà un seguit de càrrecs, títols i distincions:
- Fill adoptiu i predilecte de Camprodon
- Membre d'honor del Club Alpí Francès
- Soci corresponent de la Societat Arqueològica Tarraconense
- President honorari del Centre Excursionista del Vallès
- President honorari del Centre Excursionista de Sabadell
- President honorari de l'Agrupació Excursionista Catalunya
- President de la Lliga de Societats Excursionistes
- Soci honorari de l'Associació Joventut Excursionista Avant
- Membre de la junta directiva de la Societat d'Atracció de Forasters
- El Centre Excursionista de Catalunya també li atorgà, a títol pòstum, la primera Medalla d'Or de l'entitat, instituïda pel Centre l'any 1924, patrocinada per En Rafael Patxot i Jubert; el nomenà president honorari perpetu;

Té també dedicats a la seva memòria diferents carrers, places i monuments.